# Ibrahim Kebia
Ibrahim Kebia (en arabe : إبراهيم كبية) est un footballeur algérien né le 14 avril 1984 à Constantine. Il évoluait au poste de milieu de terrain.

## Biographie
Il évolue en première division algérienne avec le club, du CA Batna. Il dispute 36 matchs en inscrivant deux buts en Ligue 1.

## Palmarès
CS Constantine
- Championnat d'Algérie D2 (1) :
  - Champion : 2010-11.